# Nicolas Goulas
Nicolas Goulas, seigneur de La Mothe-en-Brie, né le 14 mai 1603 et mort le 3 avril 1683, est un mémorialiste français.

## Biographie
Nicolas Goulas est le fils de Jean Goulas, seigneur de La Motte-en-Brie, trésorier de l'ordinaire des guerres, trésorier des Ligues suisses, puis secrétaire des finances, et de Marie Grangier.
Après quelques études de droit à Bourges, il s'engage dans la campagne de Louis XIII contre les Huguenots à Montauban en 1621. Blessé, puis malade, il se soigne à Libourne puis en Hollande et revient à Paris. Quand il songe à retourner dans l'armée, la paix est faite. Il passe par l'académie Beauplan à Paris. Fuyant une épidémie de peste, il se rend à Rome en septembre 1625.
Neveu de Léonard Goulas, qui avait été secrétaire des commandements de Gaston d'Orléans, il entre comme gentilhomme ordinaire au service de celui-ci fin 1626, puis gentilhomme de sa chambre de 1652 à 1660.
Il commence à rédiger ses Mémoires en 1664. Son projet initial était de redresser ce qui lui semblaient être les contre-vérités des Mémoires d'un autre domestique de Gaston d'Orléans, le comte de Montrésor. Ils couvrent la période 1627-1651 et la Fronde.
Antoine Loysel avait épousé le 2 août 1563 Marie de Goulas (1541-1595), tante de Nicolas Goulas, qui est aussi la nièce de l'avocat du roi Jean-Baptiste Dumesnil. Ils ont eu douze enfants.

## Œuvres
- Nicolas Goulas, Mémoires 1627-1651, Paris, 1879-1882. 3 vol., Société de l'histoire de France[1]. Disponible sur Gallica.
- Mémoires et autres inédits de Nicolas Coulas, gentilhomme ordinaire de la chambre du duc d'Orléans, éd. Noemi Hepp, Paris, Librairie Honoré Champion, 1995, in-8°, 305 p. (Société de l'histoire de France).